# Luke Gregerson
Pour les articles homonymes, voir Gregerson.
Luke John Gregerson (né le 14 mai 1984 à Park Ridge, Illinois, États-Unis) est un lanceur de relève droitier qui a évolué dans la Ligue majeure de baseball de 2009 à 2019.
Dans sa carrière, il a lancé pour les Padres de San Diego, les Athletics d'Oakland, les Astros de Houston— avec qui il remporte la série mondiale 2017 — et les Cardinals de Saint-Louis.

## Carrière

### Padres de San Diego
Luke Gregerson est repêché par les Cardinals de Saint-Louis en 2006. Au printemps 2009, alors qu'il évolue toujours dans les ligues mineures, il est transféré aux Padres de San Diego dans la transaction qui envoie à Saint-Louis le joueur d'arrêt-court Khalil Greene.
Il joue sa saison recrue en 2009 avec les Padres, débutant dans les majeures le 6 avril face aux Dodgers de Los Angeles. Il est crédité de sa première victoire dans les grandes ligues le 8 septembre dans un match contre les Giants de San Francisco. Utilisé surtout en 7e et 8e manches afin de préparer l'entrée dans le match du stoppeur Heath Bell, Gregerson enregistre lui-même un premier sauvetage dans les majeures le 24 septembre contre les Rockies du Colorado.
Au cours de la saison 2009, Gregerson joue 72 matchs, lançant 75 manches. Il remporte 2 victoires contre 4 défaites, réussit un sauvetage, 93 retraits sur des prises et présente une moyenne de points mérités de 3,24.
En 2010, Gregerson est envoyé au monticule dans 80 parties. Il enregistre 89 retraits sur des prises en 78 manches et un tiers lancées et maintient sa moyenne de points mérités à 3,22.
En 2011, il affiche sa meilleure moyenne de points mérités jusque-là en carrière : 2,75 en 61 matchs et 55,2 manches au monticule. Lanceur reconnu pour faire grand usage de sa balle glissante, Gregerson voit cependant en 2011 son taux de retraits sur des prises diminuer spectaculairement : de 11,2 par 9 manches lancées en 2009 et 10,2 en 2010, ce ratio chute à 5,5 retraits sur des prises par tranche de neuf manches.
Gregerson fait encore mieux en 2012 avec une moyenne de points mérités de 2,39 en 71 manches et deux tiers lancées pour les Padres. Il remporte ses deux décisions, réalise un sommet personnel de 9 sauvetages et enregistre 72 retraits sur des prises en 77 apparitions au monticule.
Il est encore une fois très efficace en 2013 à sa dernière saison à San Diego malgré une fiche victoires-défaites perdante de 6-8. Sa moyenne de points mérités s'élève à 2,71 en 66 manches et un tiers lancées avec 4 sauvetages et 64 retraits au bâton en 73 matchs joués.

### Athletics d'Oakland
Le 3 décembre 2013, les Padres de San Diego échangent Gregerson aux Athletics d'Oakland contre le voltigeur Seth Smith. Il devient agent libre après une bonne saison 2014 à Oakland : moyenne de points mérités de 2,12 en 72 manches et un tiers, avec 5 victoires, 5 défaites et 3 sauvetages en 72 apparitions au monticule.

### Astros de Houston
Le 12 décembre 2014, Gregerson sign un contrat de 18,5 millions de dollars pour 3 saisons avec les Astros de Houston.
Il est stoppeur des Astros en 2015 et réalise 31 sauvetages. Sa moyenne de points mérités s'élève à 3,10 en 61 manches lancées, avec 59 retraits sur des prises.
Gregerson fait partie de l'équipe des Astros championne de la Série mondiale 2017.

### Cardinals de Saint-Louis
Le 14 décembre 2017, il signe un contrat de deux ans avec les Cardinals de Saint-Louis.

## Statistiques
En saison régulière
| Statistiques de lanceur |           |    |    |    |    |   |   |      |    |      |
| Saison                  | Équipe    | G  | GS | GF | SV | V | D | IP   | SO | ERA  |
| 2009                    | San Diego | 72 | 0  | 7  | 1  | 2 | 4 | 75.0 | 93 | 3,24 |
| Totaux                  | Totaux    | 72 | 0  | 7  | 1  | 2 | 4 | 75.0 | 93 | 3,24 |

Note: G = Matches joués ; GS = Matches comme lanceur partant ; GF = Matches terminés ; V = Victoires ; 
D = Défaites ; SV = Sauvetages ; IP = Manches lancées ; SO = retraits sur des prises ; ERA = Moyenne de points mérités.